# ジョルジュ・テュニス

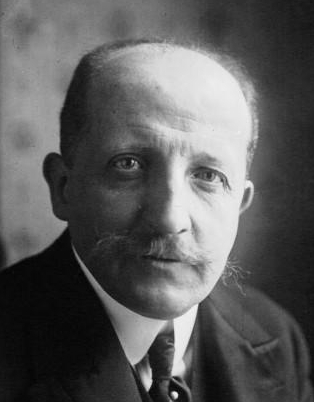
ジョルジュ・デュニス

ジョルジュ・エミール・ピエール・レオナール・テュニス（Georges Emile Pierre Léonard Theunis、1873年2月28日 - 1966年1月4日）は、ベルギーの政治家。首相2度務めた。
リエージュ州のMontegnéeで生まれ、軍事訓練と電気技師の教育を受けたテュニスは、エドゥアール・アンパン率いるアンパン・グループの電気会社で働き、後に国際電気標準会議の電磁気両立性諮問委員会の委員、議長を歴任した。第一次世界大戦中は、ロンドンで行われた戦時対策委員会に参加し、戦後は賠償委員会のベルギー代表としてパリ講和会議に出席した。1920年に財務大臣に就任し、1921年から1925年まで首相を務めた。1926年と1927年には、ジュネーヴで開催された国際経済会議の議長を務めた。
1926年にベルギー国立銀行の理事に就任し、市中銀行への指導力を発揮した。1932年に国防大臣に就任し、1934年から1935年まで再び首相に就任したが、ベルギー国立銀行の理事職は2度の離職を経て第二次世界大戦時まで続けた。第二次世界大戦中はアメリカへ特命大使として派遣された。1941年から1944年まで、ロンドンのベルギー亡命政府に任命されて、ベルギー国立銀行の総裁に就任した。

## 首相在任期間
- 第1次テュニス内閣：1921年12月16日 - 1925年5月13日 （カトリック党、自由党）
- 第2次テュニス内閣：1934年11月20日 - 1935年3月25日 （カトリック党、自由党）

| 公職                                                                    | 公職                                                     | 公職                                                                  |
| ----------------------------------------------------------------------- | -------------------------------------------------------- | --------------------------------------------------------------------- |
| 先代 アンリ・カルトン・ドゥ・ヴィアール シャルル・ド・ブロクヴィル (en) | ベルギー王国首相 第31代：1920 - 1921 第37代：1934 - 1935 | 次代 アロイス・ファン・デ・フィフェレ パウル・ファン・ゼーラント (en) |
| 先代 アルベール・ゴーフィン (en)                                        | ベルギー国立銀行総裁 第13代：1941 - 1944                 | 次代 モーリス・フレール (en)                                          |